# 함북선
함북선(咸北線)은 함경북도 청진시 청암역을 기점으로 회령, 종성, 온성을 지나 라선시에 위치한 라진역을 연결하면서 한반도의 최북단을 휘감는 조선민주주의인민공화국의 철도 노선이다. 일제강점기에 도문철도주식회사에 의해 개통되어서 도문선으로 불리기도 하였다. 함경북도 청진으로 들어오는 일본 화물을 중국으로 실어 나르는 중계철도 역할을 담당하고 있다. 본래 청진에서 상삼봉역에 이르는 구간은 함경선의 일부로 건설되었지만, 함북선으로 분리되었다.

## 노선 정보
- 구간과 거리 : 청암역―라진역 325.1km
- 역 수 : 51개(양단역 포함).
- 궤도 간격 : 1435mm(표준궤). 홍의역—라진역 구간은 1524mm(광궤)와 혼합됨(4선궤도 구조).
- 전철화 구간 : 전 구간(직류 3000V)
- 복선 구간 : 수성역―고무산역
- 폐역 정보

- 신회령역(新會寧驛) : 청진청년역 기점 93.5km 지점에 존재하였음.
- 하삼봉역(下三峰驛) : 청진청년역 기점 약 136km 지점에 존재하였음.
- 소암역(嘯巖驛) : 청진청년역 기점 147.4km 지점에 존재하였음.
- 동선봉역(東先鋒驛) : 청진청년역 기점 308.1km 지점에 존재하였음.

## 연혁
- 1916년부터 1917년까지 청진역(청진청년역)~회령역 구간이 개통되었다. 자세한 사항은 함경선 문서를 참조하시오.
- 1920년 1월 5일: 회령역~상삼봉역(삼봉역) 구간 개통.
- 1922년 12월 1일: 상삼봉역~종성역 구간 개통.
- 1924년 11월 1일: 종성역~동관진역(潼關鎭驛, 현재의 강안리역) 구간 개통.
- 1929년 4월 1일: 조선총독부 철도국에서 도문철도주식회사 협궤선 회령역~동관진역 구간과 상삼봉교량을 매입하여 '도문서부선'(圖們西部線)으로 개칭함.[2]
- 1929년 11월 16일: 도문동부선(圖們東部線) 웅기역(선봉역)~신아산역 구간 개통.[3]
- 1930년 10월 1일: 신아산역~훈융역 구간 개통.
- 1931년 10월 20일: 훈융역~온성역 구간 개통.
- 1932년 11월 1일: 도문동부선 온성역~풍리역 구간 개통. 도문서부선 회령역~상삼봉역 구간의 표준궤 개량이 완료됨.[4]
- 1932년 12월 1일: 풍리역~남양역 구간 개통.
- 1933년 8월 1일: 상삼봉역~동관진역 구간을 표준궤로 개량하는 공사가 완성됨. 동시에 남양역~동관진역 구간도 개통됨. 하삼봉역이 폐지되고 동관진역이 동관역으로 개명됨.[5]
- 1933년 10월 1일: 수성역~웅기역 구간이 남만주철도에 위탁경영됨(함경선 문서 참조).
- 1934년 11월 1일: 청진역~남양역 구간은 '북선서부선', 남양역―웅기역 구간은 '북선동부선'으로 개칭됨.[6]
- 1935년 11월 1일: 나진항의 정비에 따라서 웅기역―나진역 구간 개통됨(당시의 웅라선).
- 1936년: 나진역―신경역(창춘역) 구간을 연결하는 급행열차 '아사히호'의 운행이 시작됨.
- 1940년 10월 1일: 청진역―상삼봉역 구간은 조선총독부 철도국에서 경영을 이관받아 이 구간은 함경선에 포함됨.
- 1944년 10월 1일: 소암역 폐쇄.[6]
- 1945년 4월 1일: 상삼봉역~웅기역 구간이 조선총독부철도에서 남만주철도주식회사로 소유권이 이전됨.[7]
- 1959년: 소련의 원조에 의하여 북한과 소련의 국경에 친선교가 개통됨.
- 2008년: 러시아 하산역―라진역 구간에 표준궤와 광궤(1524mm)가 같이 설치되는 쌍궤공사(雙軌工事)가 러시아와 조선민주주의인민공화국의 합자로 시작됨(홍의선 포함).
- 2013년 9월 22일: 본선 홍의역과 라진역 구간에 쌍궤공사가 완공되어 라진항에서 완공경축행사가 거행됨.[8]

## 역목록
| 역명     | 로마자 역명          | 한자 역명 | 접속 노선       |
| -------- | -------------------- | --------- | --------------- |
| 청진청년 | Ch'ŏngjin Ch'ŏngnyŏn | 淸津靑年  | 평라선·청진항선 |
| 청암     | Ch'ŏng'am            | 靑岩      | 평라선          |
| 수성     | Susŏng               | 輸城      | 강덕선          |
| 석막     | Sŏngmak              | 石幕      |                 |
| 장흥     | Changhŭng            | 章興      |                 |
| 형제     | Hyŏngje              | 兄弟      |                 |
| 부령     | Puryŏng              | 富寧      |                 |
| 고무산   | Komusan              | 古茂山    | 무산선          |
| 석봉     | Sŏkpong              | 石峰      |                 |
| 창평     | Ch'angp'yŏng         | 蒼坪      |                 |
| 전거리   | Chŏn'gŏ-ri           | 全巨里    |                 |
| 풍산     | P'ungsan             | 豊山      |                 |
| 창두     | Ch'angdu             | 昌斗      |                 |
| 중도     | Chungdo              | 中島      |                 |
| 대덕     | Taedŏk               | 大德      |                 |
| 회령청년 | Hoeryŏng Ch'ŏngnyŏn  | 會寧靑年  | 회령탄광선      |
| 금생     | Kŭmsaeng             | 金生      |                 |
| 고령진   | Koryŏngjin           | 高嶺鎭    |                 |
| 신학포   | Sinhakp'o            | 新鶴浦    | 세천선          |
| 학포     | Hakp'o               | 鶴浦      |                 |
| 신전     | Sinjŏn               | 新田      |                 |
| 간평     | Kanp'yŏng            | 間坪      |                 |
| 삼봉     | Sambong              | 三峰      |                 |
| 종성     | Chongsŏn             | 鍾城      | 동포선          |
| 강안리   | Kangal-li            | 江岸里    | 성평선          |
| 수구포   | Sugup'o              | 水口浦    |                 |
| 강양     | Kangyang             | 江陽      |                 |
| 남양     | Namyang              | 南陽      | 남양국경선      |
| 풍리     | P'ungri              | 豊利      |                 |
| 세선     | Sesŏn                | 世仙      |                 |
| 온성     | Unsŏng               | 穩城      |                 |
| 풍인     | P'ungin              | 豊仁      |                 |
| 황파     | Hwangp'a             | 黃坡      |                 |
| 훈융     | Hunyung              | 訓戎      |                 |
| 하면     | Hamyŏn               | 下面      |                 |
| 경원     | Kyŏngwŏn             | 慶源      |                 |
| 농포     | Nongp'o              | 農圃      |                 |
| 룡당리   | Ryongdang-ri         | 龍堂里    |                 |
| 신건     | Singŏn               | 新乾      | 고건원선        |
| 신아산   | Sinasan              | 新阿山    |                 |
| 송학     | Songhak              | 松鶴      | 춘두선          |
| 학송     | Haksong              | 鶴松      | 회암선          |
| 청학     | Ch'ŏnghak            | 靑鶴      |                 |
| 사회     | Sahoe                | 四會      |                 |
| 홍의     | Hong'ŭi              | 洪儀      | 홍의선          |
| 물골     | Mulgol               |           | 두만강선        |
| 구룡평   | Kuryongp'yŏng        | 九龍坪    |                 |
| 웅상     | Ungsang              | 雄尙      |                 |
| 선봉     | Sŏngbong             | 先鋒      | 승리선          |
| 관곡     | Kwan'gok             | 寬谷      |                 |
| 웅라     | Ungra                | 雄羅      |                 |
| 라진     | Rajin                | 羅津      | 평라선·라진항선 |

## 참고 문헌
- 이동훈 (2008년 12월 22일). “북한 철도 유라시아 철도의 ‘끊어진 고리’ 北, 12개 주요 노선 어떤 상태인가”. 조선일보.
- 고쿠부 하야토(国分隼人), 《将軍様の鉄道 北朝鮮鉄道事情》, 新潮社, 2007, ISBN 978-4-10-303731-6
- 鉄道省 編, 《鉄道停車場一覧. 昭和12年10月1日現在》, 1937, p503〜505
- 한국철도공사, 《철도주요연표 2010》, 2010